# Paraxenodillo singularis
Paraxenodillo singularis är en kräftdjursart som beskrevs av Helmut Schmalfuss och Franco Ferrara 1983. Paraxenodillo singularis ingår i släktet Paraxenodillo och familjen Armadillidae. Inga underarter finns listade i Catalogue of Life.